# ZAFT

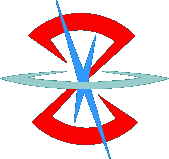
Insignia de ZAFT

Grupo militar de la serie de animación Gundam Seed y Gundam Seed Destiny
ZAFT (Zodiac Alliance of Freedom Treaty) es un grupo militar compuesto en su mayoría por Coordinadores y representa en la guerra a las PLANTs. Está sometida al mando del Consejo de las PLANTs y su principal objetivo es garantizar la independencia y seguridad de estas frente a la Alianza Terrestre.
El jefe de ZAFT durante la guerra es Patrick Zala, un extremista coordinador que considera inferior a todos los naturales y busca venganza por el ataque de estos a la PLANT Junius 7 donde murió su mujer, siendo este ataque el principal desencadenador de la guerra.
ZAFT revolucionó los campos de batalla modernos con la introducción de las máquinas de guerra denominadas Mobile Suit. El Mobile Suit más utilizado por estos es el modelo GINN.
En combate ZAFT se distingue de la Alianza porque sus pilotos suelen luchar individualmente a diferencia de las formaciones de grupo que utiliza la Alianza terrestre más basadas en el trabajo en equipo.
El uniforme estándar es el verde, tanto el normal como el utilizado para el combate especial, no obstante los pilotos que obtienen las mejores puntuaciones en la academia son premiados con el uniforme rojo y son considerados los mejores pilotos de ZAFT. Los capitanes visten de blanco. Algunos pilotos utilizan trajes espaciales de distinto color como por ejemplo Rau Le Creuset.
- Datos: Q836074